# Nueva Helvecia
Nueva Helvecia, oficialmente Colonia Suiza Nueva Helvecia, también conocida como Colonia Suiza, es una ciudad uruguaya del departamento de Colonia. Se ubica a 58 kilómetros de la capital departamental Colonia del Sacramento. 
Es además sede del municipio homónimo.

## Ubicación
La ciudad se encuentra localizada en la zona sudeste del departamento de Colonia, al este del río Rosario, en el cruce de las rutas nacionales 52 y 53, y pocos kilómetros al norte de la intersección de esta última con la ruta nacional n.o 1. Dista 120 km de la capital nacional, Montevideo.

## Historia

### Fundación
A fines de 1861 llegaron a esta zona las primeras oleadas migratorias de europeos, en su mayoría suizos. El mayor número de llegadas de inmigrantes se produjo el 25 de abril de 1862, fecha considerada como el día de la fundación de la ciudad.
La colonia se fue consolidando, y el trabajo agrícola se convirtió en una de sus principales bazas de sustentamiento, en especial, la fruticultura y la lechería. El 26 de mayo de 1894 se promulgó el decreto de declaración de ‘pueblo’. La Ley N.o 11.892, del 11 de diciembre de 1952, elevó a Nueva Helvecia a la categoría de ‘ciudad’.
La fuerte crisis económica que en ese entonces atravesaba Suiza obligó a que muchos de sus ciudadanos buscaran mejores posibilidades en el exterior, para lo cual América representaba una posibilidad de prosperidad y progreso.
En el caso de Uruguay, en concreto, ofrecía una gama de alternativas a los inmigrantes, no solo por su estabilidad y hegemonía, sino porque además disponía de grandes propiedades rurales, y prueba de ello es el afincamiento de las primeras viviendas en el litoral oeste, sobre los departamentos de Colonia y Soriano, destinadas a la productividad agrícola y ganadera.

### Nueva Helvecia: enclave europeo
La ciudad, si bien ubicada en Uruguay, comparte una serie de rasgos y similitudes con Europa, principalmente con Suiza, Alemania y Francia, como resultado de su estrecho vínculo con el monopolio cultural y social de esos países.
La fiesta del primero de agosto, celebrada en los cantones suizos, es aún más notoria y extravagante en Nueva Helvecia. Asimismo, la conmemoración en torno al aniversario de la Confederación Helvética se extiende incluso hasta por un período de treinta días, comenzando con el tradicional llamamiento de las Iglesias católica y evangélica, y culminando con un almuerzo de estilo familiar en el que se reúnen autoridades departamentales y nacionales.
Por otro lado, un aspecto relevante de la arquitectura neohelvética es que, a diferencia de lo que ocurre en otras ciudades uruguayas, en este conurbano es posible apreciar un diseño de naturaleza heráldica, en el que cada edificación porta un escudo simbólico en referencia a los diferentes cantones suizos desde donde llegaron los primeros pobladores de la metrópoli.
No es menos importante el hecho de que en Nueva Helvecia predomina una gastronomía distinta, más arraigada a aquella de Europa central, en la que destacan una amplia variedad de quesos, lácteos y sus derivados.
El queso Colonia, así como el semiduro y el danbo, fue introducido en 1868 por Juan Teófilo Karlen, de origen suizo, y que junto a su familia se establecería en la ciudad para dar comienzo a una nueva cultura y un estilo culinario hasta ese entonces bastante ajeno al conocimiento de la población local.

### La herencia suiza

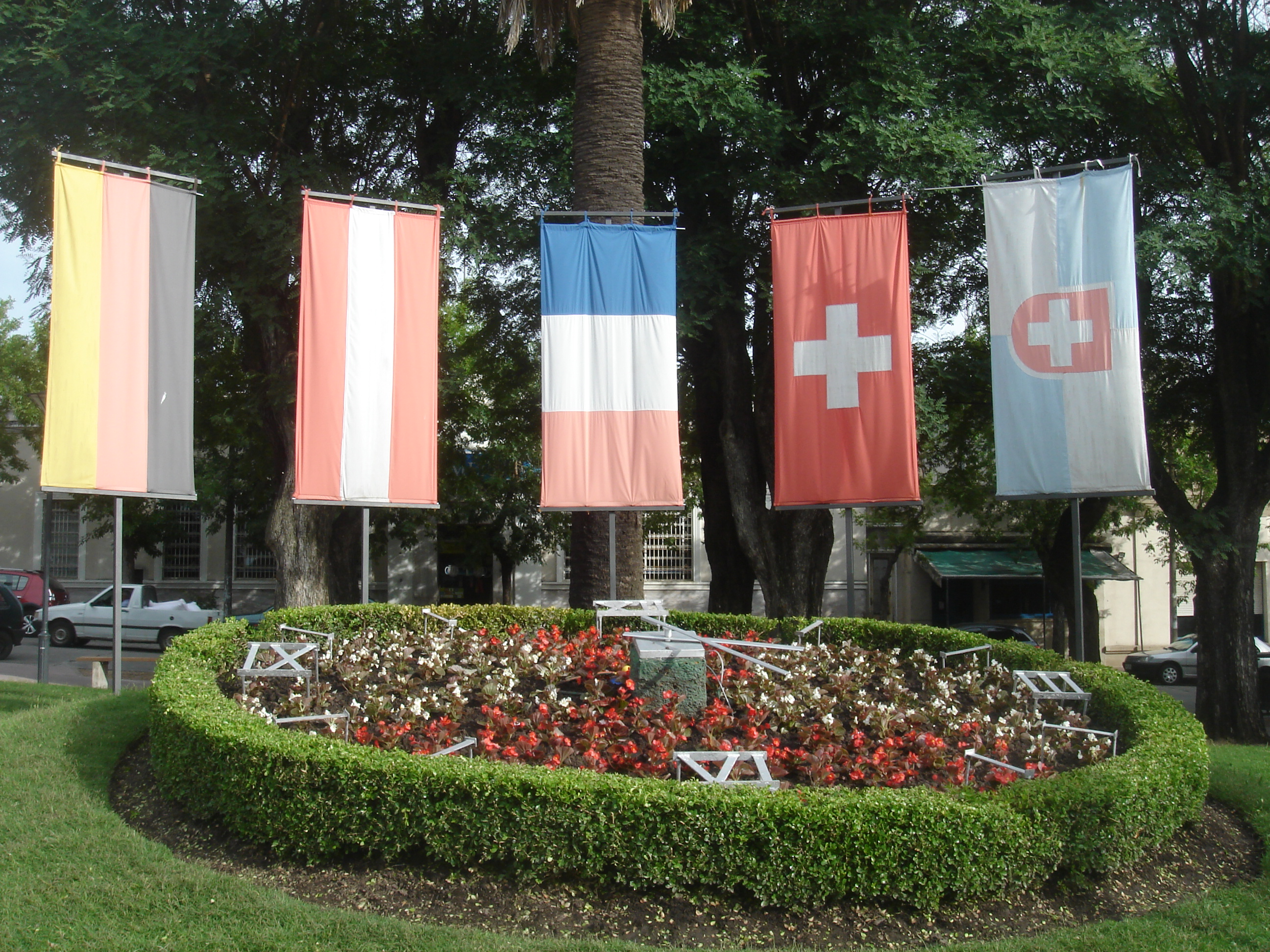

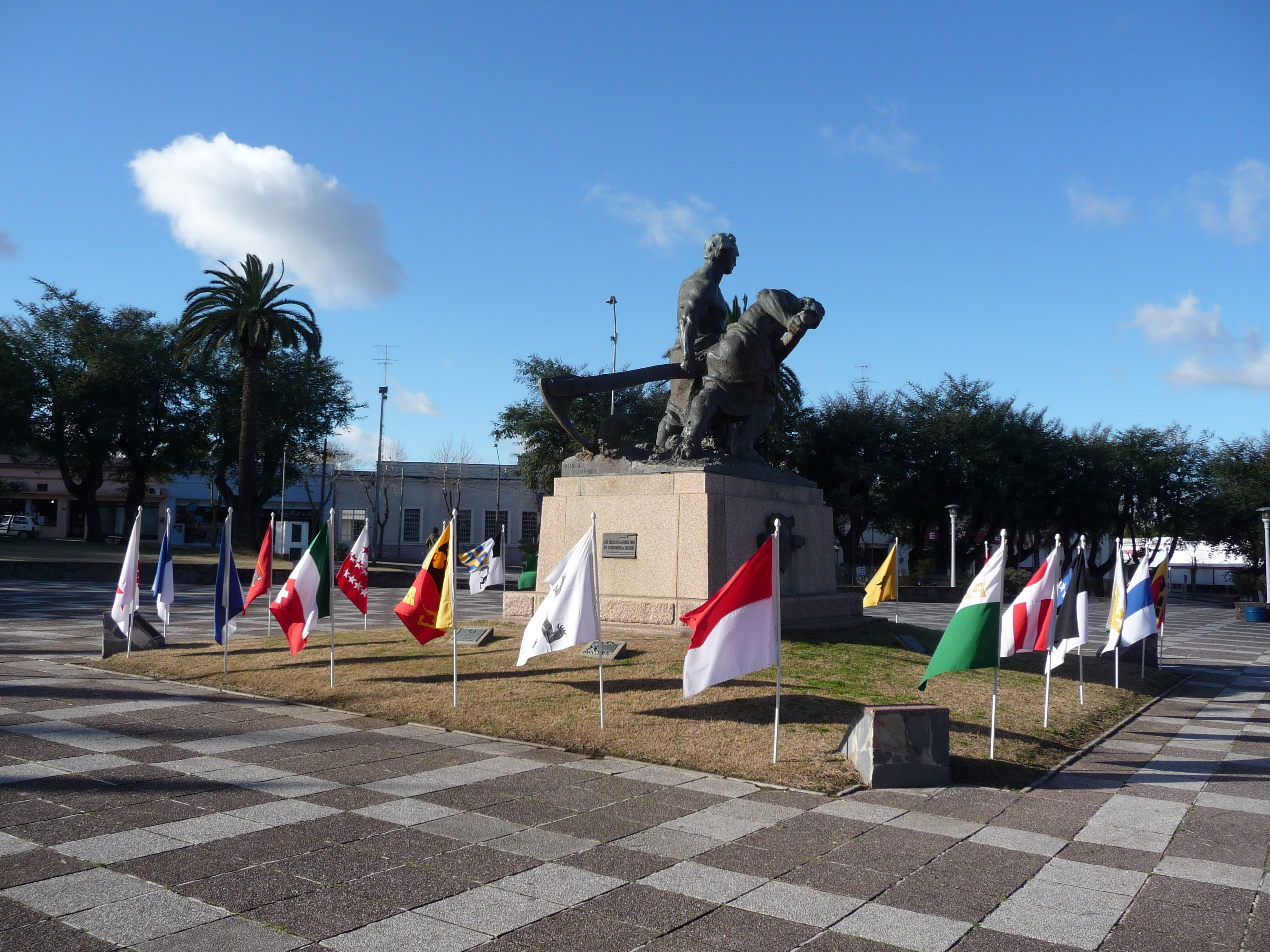

Actualmente es posible comprobar que, pese al paso del tiempo, Nueva Helvecia sigue siendo afín a las costumbres de sus antepasados y aún mantiene un fuerte vínculo social y cultural que la diferencia notoriamente del resto de Uruguay, más familiarizado con la sociedad española, francesa e italiana.
Existen eventos que hacen referencia a esta herencia cultural, tales como: 
- Fiestas Suizas del 1.º de agosto, aniversario de la antigua Confederación Suiza
- BierFest (Fiesta de la Cerveza)

## Gobierno
Desde el 27 de noviembre de 2020 el alcalde de la ciudad es Marcelo Alosno Haller, perteneciente al Partido Nacional.

## Demografía
Cuenta con una población de 10 630 habitantes (2011), mayoritariamente descendientes de suizos, aunque también de austríacos, franceses y alemanes.
| 3 701         | 8 012 | 8 587 | 8 768 | 9 650 | 10 002 | 10 630 |
| (Fuente: INE) |       |       |       |       |        |        |

Los habitantes de esta ciudad han mantenido hasta el día de hoy las costumbres y tradiciones heredadas. Son varias las agrupaciones que aún siguen practicando cánticos y danzas de sus antepasados.

## Zona de influencia
A unos 7 kilómetros al suroeste de Nueva Helvecia se encuentra el núcleo urbano de Colonia Valdense. La zona de influencia abarca también Chico Torino y varios balnearios del Río de la Plata.
| Localidad        | Habitantes en 2011 |
| Nueva Helvecia   | 10 630             |
| Colonia Valdense | 3 235              |
| Los Pinos        | 193                |
| Britópolis       | 107                |
| Chico Torino     | 61                 |
| Playa Fomento    | 84                 |
| Blancarena       | 69                 |
| Brisas del Plata | 22                 |
| Total            | 14 401             |

## Símbolos

### Bandera

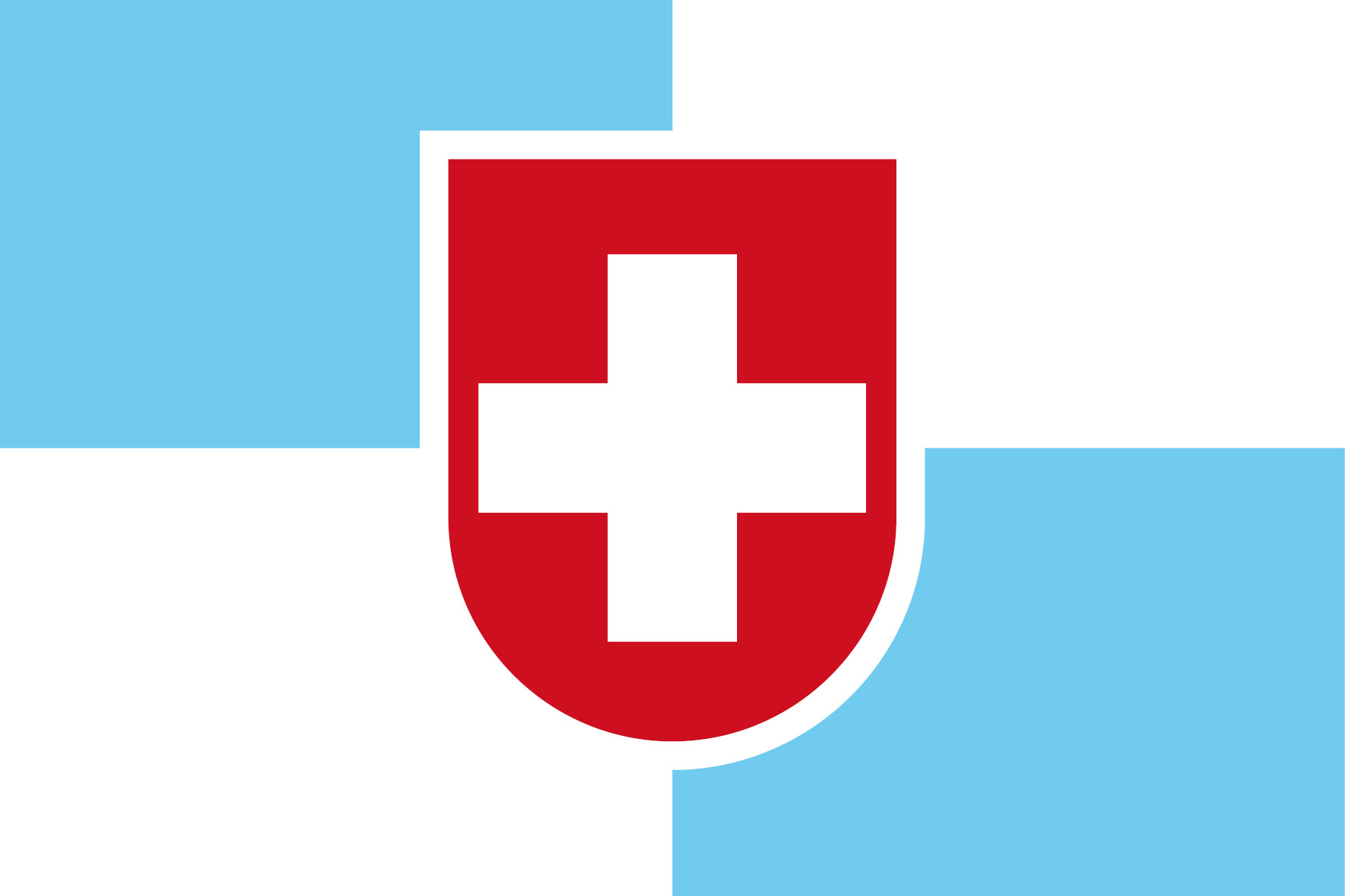
Bandera de Nueva Helvecia.

El 16 de octubre de 2011, un jurado integrado por la alcaldesa de la ciudad, dos profesores de enseñanza secundaria y dos diseñadores gráficos eligió, de entre todos los presentados al concurso Una bandera para Nueva Helvecia, los tres mejores trabajos que veinte días más tarde fueron puestos a consideración de la población.
Con 79 votos de un total de casi 200, el diseño ganador fue el del lapacino Facundo Fajardo. Según su autor, la bandera «refleja la continuidad de los tiempos, vínculo sagrado e indisoluble entre las generaciones del pasado, las del presente y las del futuro, con el objetivo de representarlas y hacerlas perdurar en el tiempo».
La bandera de Nueva Helvecia fue izada por primera vez el 21 de noviembre de 2011, frente al monumento al Gral. José G. Artigas.

## Neohelvéticos destacados
- Gonzalo Ettlin
- Rodrigo Bentancur
- Franco Israel
- Gonzalo Malán
- Carlos Moreira
- Marice Ettlin Caro
- Nibia Sabalsagaray
- Horacio Troche
- Walter Zimmer
- Augusto Caceres
- Sonia Ziegler

## Instituciones

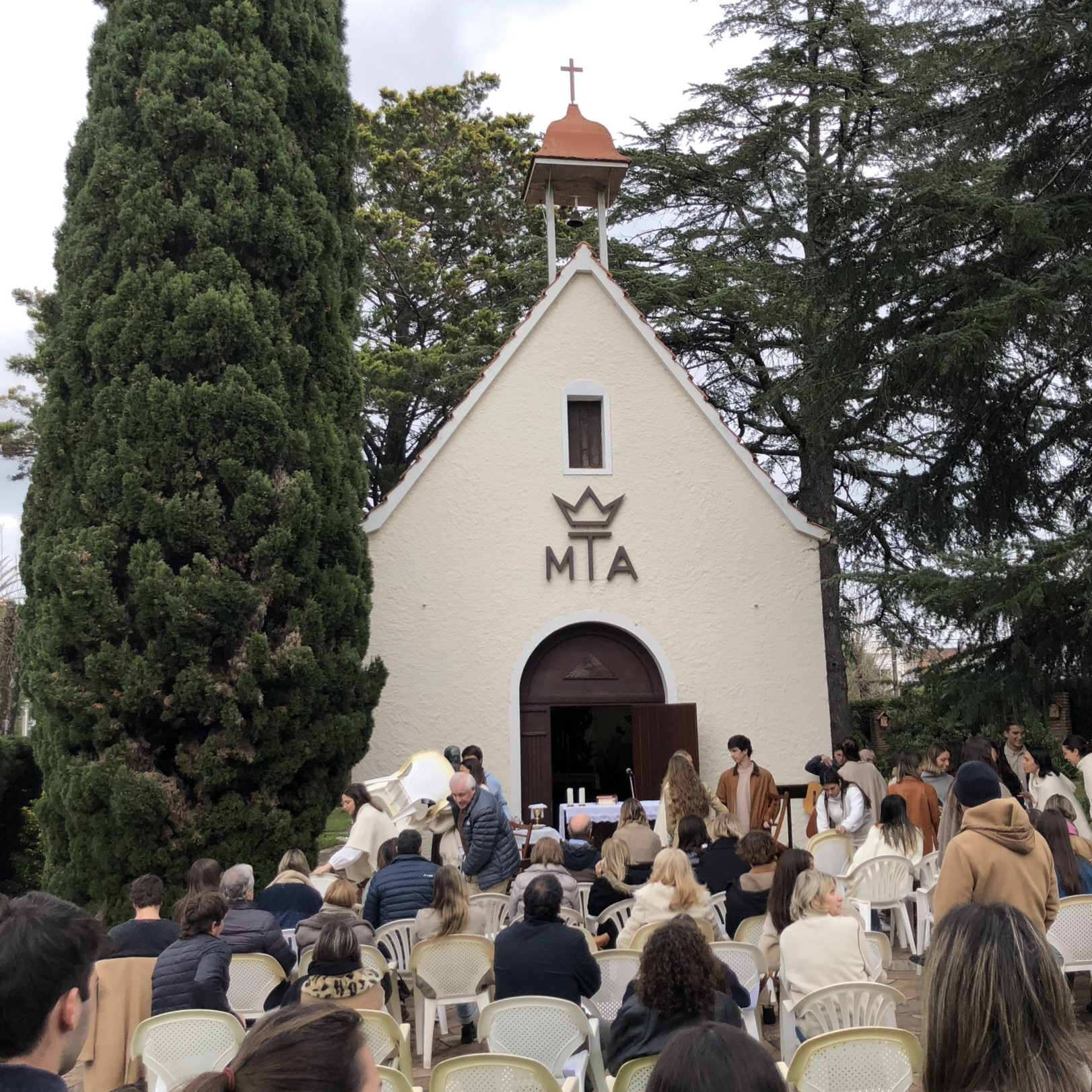
Una celebración eucarística al aire libre en el Santuario de la Virgen de Schoenstatt en mayo de 2024.

### Educativas y culturales
- Escuela N.º 10 «Elías Huber»
- Escuela N.º 40 «José Enrique Rodó»
- Escuela N.º 126 «Guillermo Tell»
- Colegio de Hermanas «Mater Ter Admirabilis»
- Biblioteca Logosófica Escuela
- Liceo de Nueva Helvecia
- Universidad del Trabajo del Uruguay (UTU) «Juan J. Greising»
- Escuela Superior de Lechería
- Escuela del Hogar «Hulda Wohlwend de Parrilla»
- Cine Helvético
- Liceo Los Olivos
- Espacio para la Integración (EPI)

### Deportivas
- Club Artesano
- Club Atlético Plaza
- Club Nacional de Football de Nueva Helvecia
- Sociedad Tiro Suizo

### Religiosas
- Parroquia de la Santísima Trinidad
- Santuario de la Virgen de Schoenstatt
- Templo de la Congregación Evangélica